# Нескінченний жарт
«Нескінченний жарт» — роман Девіда Фостера Воллеса виданий 1996 року. Тривала і складна дія роману відбувається в вигаданому напів-пародійному майбутньому Північної Америки, і в основному зачіпає серед інших тем такі, як теніс, програми з порятунку наркозалежних, депресії, жорстоке поводження з дітьми, сімейні відносини, реклама, популярні розваги, теорія кіно і Квебекський сепаратизм.

## Видання
- David Foster Wallace: Infinite jest : a novel. Little, Brown and Company, Boston 1996, ISBN 0316920045.

## Переклади українською
- Девід Фостер Воллес. Нескінченний жарт. Пер. з англ. Петро Таращук, ред. Максим Нестелеєв. – Київ: видавництво Жупанського, 2025. (анонс видавництва, див. інтерв'ю О. Жупанського)[1].